# Cyrtodactylus sworderi
Cyrtodactylus sworderi är en ödleart som beskrevs av  Smith 1925. Cyrtodactylus sworderi ingår i släktet Cyrtodactylus och familjen geckoödlor. IUCN kategoriserar arten globalt som otillräckligt studerad. Inga underarter finns listade i Catalogue of Life.